# Plovmand
 Denne artikel omhandler pløjning. Opslagsordet har også en anden betydning, se 500-kroneseddel.
En plovmand er egentlig en person, der pløjer, primært med hestetrukken plov, men det er også – i moderne tider måske mere hyppigt – betegnelsen for en 500-kroneseddel. Dette skyldes, at der på tidligere danske 500 kronesedler var et billede af en mand, der pløjer.   